# Řád koruny (Prusko)
Řád koruny (německy Königlicher Kronenorden) byl pruský řád. Založil ho v roce 1861 pruský král a pozdější německý císař Vilém I. jako všeobecný záslužný řád. Dělil se do 5 tříd. Řád zanikl s pádem monarchie roku 1918.

## Vzhled řádu
Odznakem je zlatý tlapatý kříž s mírně prohnutými boky ramen vyvedený v bílém smaltu. V bílém středovém medailonu je vyobrazena zlatá pruská královská koruna, okolo které se vine modrý pruh se zlatým nápisem Gott mit uns (Bůh s námi). Na reversu odznaku je umístěna zdobná iniciála zakladatele W (Wilhelm / Vilém). Za válečné zásluhy se mezi ramena kříže přidávaly dva zkřížené meče. Za péči o raněné za války byl k odznaku přidáván na horní rameno kříže malý červený křížek a černobíle pruhovaná stuha s černým okrajem.
Hvězda I. třídy je stříbrná a osmicípá se středovým štítkem odznaku uprostřed. Hvězda II. třídy je čtyřcípá, jinak totožná s hvězdou I. třídy.
Barva řádové stuhy je modrá.

## Dělení a způsoby nošení
Řád byl udělován v celkem pěti třídách.
- I. třída - odznak na velkostuze a hvězda
- II. třída - odznak zavěšený u krku a čtyřcípá hvězda
- III. třída - odznak zavěšený u krku
- IV. třída - odznak zavěšený na prsou
- V. třída - odznak - nesmaltovaný kříž, zavěšený na prsou.[1]

## Galerie

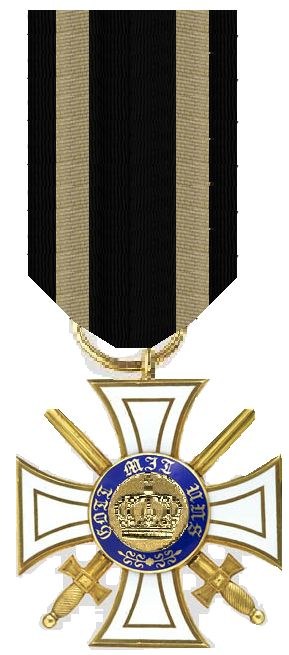
Řádový odznak, 3.třída s meči
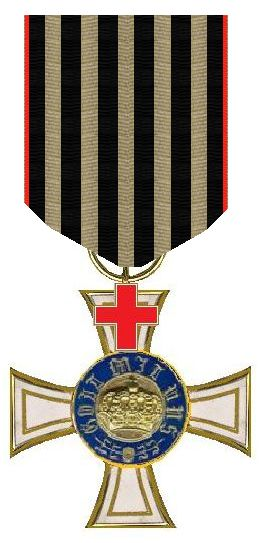
Odznak 3. třídy za péči o raněné
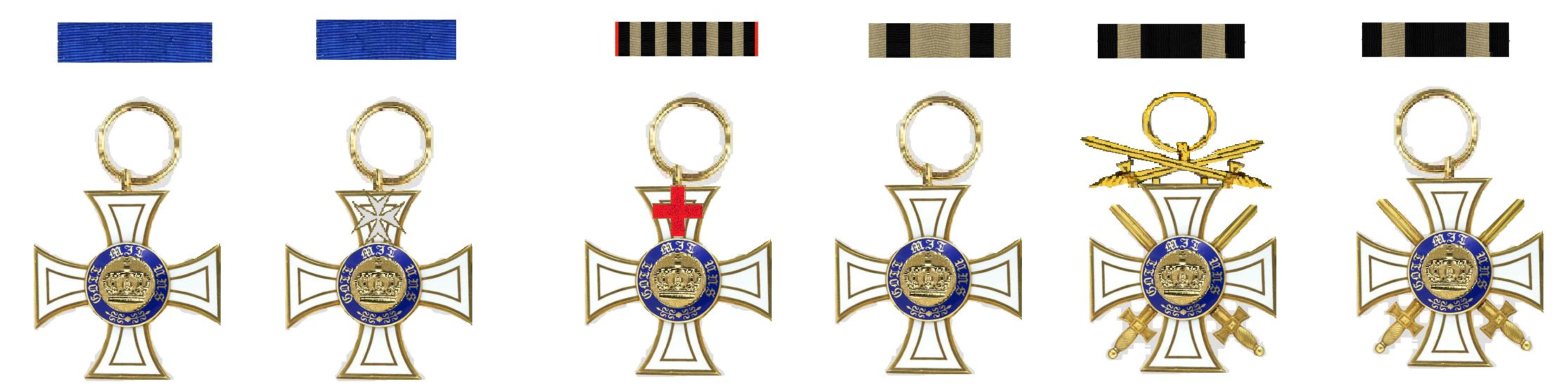
Různé typy křížů 3. třídy
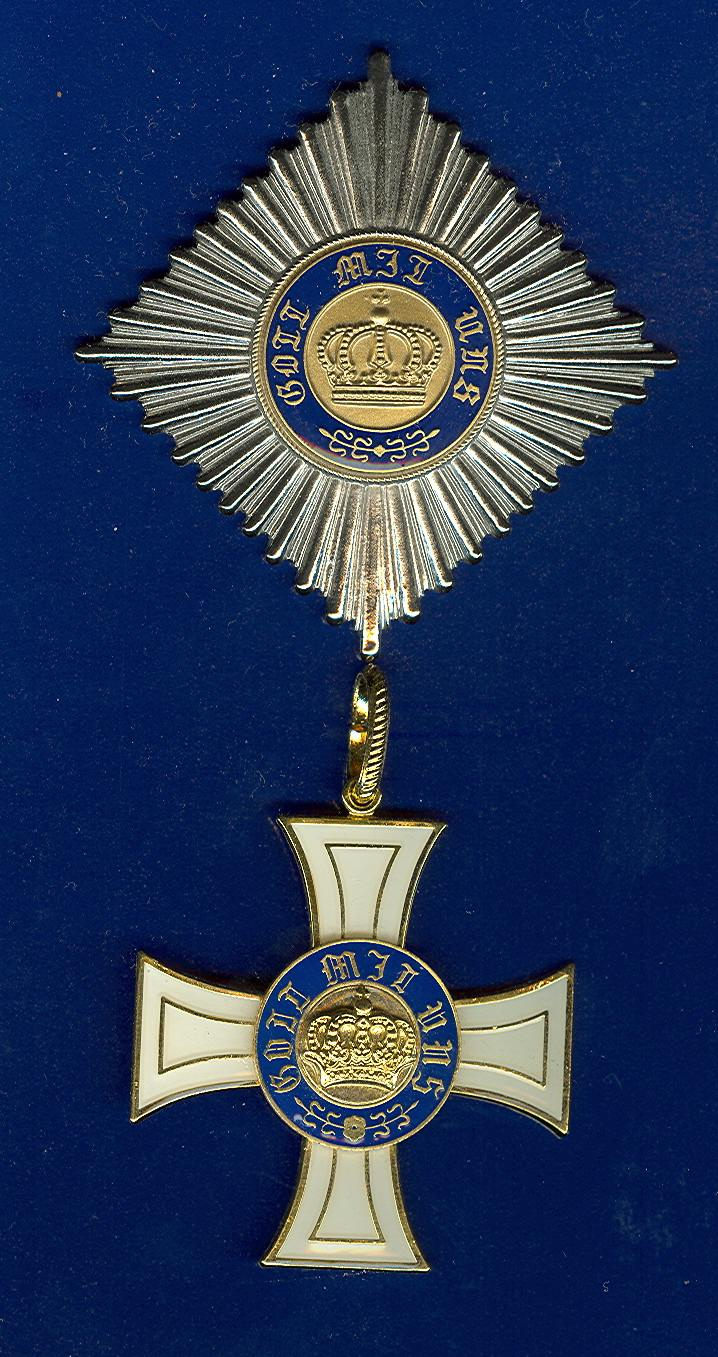
Čtyřcípá hvězda 2. třídy
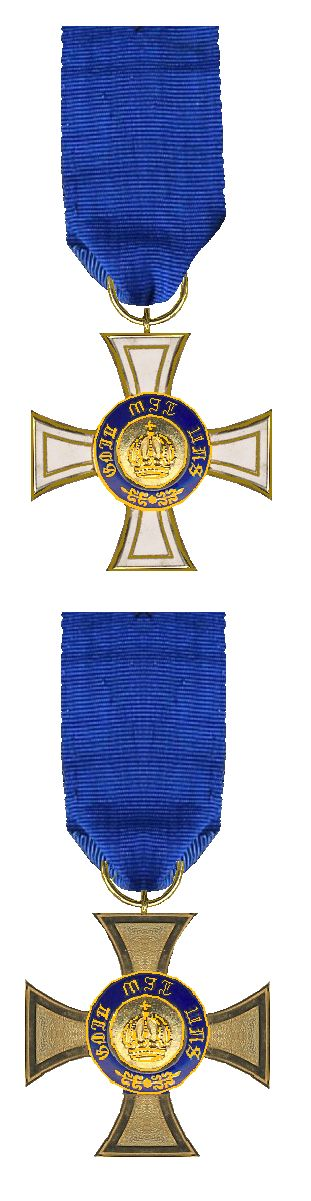
Smaltovaná a nesmaltovaná verze kříže